# Cerkev sv. Jerneja, Medgorje
Župnijska cerkev Medgorje (nemško Mieger) je rimskokatoliška župnijska cerkev, ki se nahaja v vasi Zgornje Medgorje v primestni občini Žrelec na vzhodnem koncu Radiških Gur v političnem okraju Celovec-dežela na avstrijskem osrednjem Južnem Koroškem. 
Župnija je posvečena svetemu Bartolomeju in spada pod dvojezično dekanijo Tinje Krške škofije. Do leta 1938 je bila uradno slovenska župnija in je danes uradno dvojezična. Župnijska cerkev je pod spomeniškim varstvom.

## Zgodovina cerkve
Poznogotska cerkev iz 16. stoletja je bila prvič omenjena v listini iz leta 1359. Verjetno jo je ustanovila cistercijanska opatija Vetrinj. Leta 1616 je postala podružnica župnijske cerkve Tinje, leta 1774 pa je postala vikariat.

## Arhitektura
Zunanjost cerkve je v podobi gotske ladje z zahodnim stolpom in vkopanim prezbiterijem s petdelnim transeptom. Na južni strani kora je prizidek zakristije z letnico 1628 na prekladi in grbom Tinj. Zahodni stolp je imel v pritličju prvotno odprt predprostor; nekdanje obokane odprtine so prepoznavno zazidane. Kor ima dvostopenjske opornike.
Poznogotska cerkvena stavba iz 16. stoletja in zahodni stolp sta bila po dveh požarih leta 1864 in 1880 verjetno obnovljena s strmimi vrhovi in osemkotnim koničastim stolpom. Gotske ogliščne oblike cerkvenih oken so bile obnovljene leta 1947. Na zahodni steni stolpa so leta 1947 odkrili fresko svetega Krištofa, leta 1997 pa še delno uničeno fresko svetega Krištofa iz leta 1575 na južnem pročelju; slika je bila delno uničena, ker se je nahajala na mestu okna v 19. stoletju in prikazuje grb habsburškega vladarja, salzburškega nadškofa, prošta Gregorja I. Latoma (1558–1579) in slikarskega ceha. Leta 1997 je bila med zunanjo obnovo na južni fasadi odkrita stenska poslikava, na fasadah cerkve pa je bil obnovljen opraskan ometni okras verjetno iz prve polovice 17. stoletja.

## Notranjost
Ladja ter kor imata po tri traveje s poznogotskimi zvezdastimi rebrastimi sklepniki na servisih, z okroglimi ključnimi kamni in heraldičnimi kapiteli na koru. Triumfalni lok nosi letnico 1540. Renesančni portal s proštovim grbom Gentilottija vodi v južno zakristijo. Podstrešje kora stoji na dveh okroglih lesenih stebrih iz 19. stoletja.
Na glavnem oltarju iz leta 1664 so podobe svetega Bartolomeja, svetega Lovrenca, svetega Jurija in v središču svetega Mihaela.

## Pokopališče
Cerkev obdaja pokopališče, od koder je izreden pogled na vzhodno Celovško polje, kot je bil navdih koroško slovenskemu pokrajinskemu slikarju Marku Pernhartu.
Na pokopališču se nahaja manieristični križ iz 17. stoletja, ki je bil restavriran v letih 1972 in 1996. Na pokopališču najdemo tudi število slovenskih nagrobnih kamnov, ki so priča jezikovne podobe vasi in župnije.  Dokaj nereflektirano sliko zgodovine podaja herojski spomenik padlim vojakom iz druge svetovne vojne ob vhodu na pokopališče.

## Spletne povezave
- Pffarkirche Mieger/Medgorje na domači strani župnije